# (7890) Yasuofukui
(7890) Yasuofukui (1994 TC3) – planetoida z grupy pasa głównego asteroid okrążająca Słońce w ciągu 3,21 lat w średniej odległości 2,17 j.a. Odkryta 2 października 1994 roku.